# دونالد غرين (عالم سياسة)
دونالد غرين (بالإنجليزية: Donald Green)‏ هو عالم سياسة أمريكي، ولد في 23 يونيو 1961.